# Edwin Walter Kemmerer
Edwin Walter Kemmerer (Scranton, 29 de junio de 1875 - Princeton, 16 de diciembre de 1945), economista estadounidense, conocido como money doctor (literalmente, «doctor del dinero») o asesor económico de gobiernos de países de todo el mundo, especialmente hispanoamericanos, como promotor de políticas monetarias dedicadas principalmente al problema de la inflación, a través de la implantación de monedas fuertes y presupuestos balanceados.
Se graduó con honores de la Universidad Wesleyana en Middletown, y obtuvo un doctorado en la Universidad de Cornell. A los 28 años fue nombrado asesor financiero de la Comisión filipino-estadounidense. En 1912 se inició como profesor en la Universidad de Princeton, donde fue el primer director de su sección de Finanzas Internacionales; ahí Kemmerer se hizo la reputación como money doctor internacional.
Falleció en 1945, a la edad de 70 años.

## Misión Kemmerer

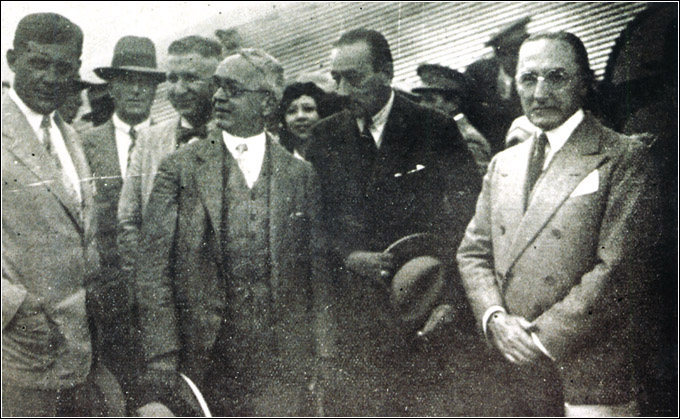
La Misión Kemmerer arriba al Perú (1931).

Países en los que actuó la Misión Kemmerer:
- Filipinas (1904 - 1906)
- México (1917). Asesoró a la Comisión de Reorganización Administrativa y Financiera.
- Guatemala (1919). Actuó como consejero del gobierno. Creación del Banco Central de Guatemala.
- Colombia (1923). Asesoró al gobierno de Pedro Nel Ospina. Fruto de su gestión son la fundación de la Contraloría General de la República y del Banco de la República.
- Chile (1925). Asesoró al gobierno de Arturo Alessandri Palma. Sus propuestas se vieron materializadas en el Banco Central de Chile, la Superintendencia de Bancos y la Contraloría General de la República.
- Ecuador (1926). Asesoró a la administración de Isidro Ayora, quien creó el Banco Central, la Superintendencia de Bancos, la Contraloría General de la República y otras instituciones.
- Bolivia (1927). Asesoró al gobierno de Hernando Siles. A la luz de sus recomendaciones se creó el Banco Central sobre la base de la reorganización del Banco de la Nación Boliviana y la Contraloría General de la República. Promovió se dicten: Ley General de Bancos y la Ley Monetaria (11 de julio de 1928)
- Perú (1931). Asesoró al gobierno peruano. Fruto de sus recomendaciones se creó la Superintendencia de Banca.